# La Vernia (Teksas)
La Vernia je grad u američkoj saveznoj državi Teksas. Prema popisu stanovništva iz 2010. u njemu je živjelo 1.034 stanovnika.